# Arie Jan Haagen-Smit
Arie Jan Haagen-Smit, né le 22 décembre 1900 et mort le 17 mars 1977, est un chimiste hollandais. Il est principalement connu pour ses contributions à l'étude de la qualité de l'air, et pour avoir mis en relation le smog de la Californie du Sud avec le trafic automobile,.

## Biographie
Haggen-Smit né le 22 décembre 1900 à Utrech (Pays-Bas).
Son père travaillait comme chef des chimiste de la Monnaie Royale néerlandaise, et durant son enfance il a pu voir son père analyser les contenances en or, en argent et en cuivre des pièces de monnaie néerlandaise, cependant son intérêt pour la chimie ne fût pas immédiat.
Durant son adolescence, il s'intéressa grandement aux mathématiques, il apprît seul le calcul infinitésimal, et est aussi passionné par la physique. En parallèle, il se passionne aussi pour le sport : il pratique l'aviron, et est un champion de boxe. Plus tard, on dira même que c'était le membre du département de Biologie du Caltech avec les plus larges biceps.
Il est diplômé de l'université d'Utrech en 1922 en chimie organique et en mathématiques. Sa thèse portait sur le terpène, un hydrocarbone trouvé dans des végétaux, et s'intitulait "Investigations in the Field of Sesquiterpenes". Il l'écrit en 1929 avec Lavoslav Ruzicka.
Il reste à l'université d'Utrech de 1929 à 1935 comme chef adjoint du département de chimie organique, dans laquelle il était relativement libre dans ses travaux de recherche, mais très mal payé. Il devient spécialiste dans les produits chimiques dérivés de végétaux, et plus particulièrement dans l'auxine, une hormone végétale, qu'il identifie en 1954 comme indispensable à leur croissance.
En 1930, il se marie à Petronella Francina Pennings, avec qui il aura un fils, Jan Willem Adrianus, juste avant qu'elle meure en 1933. Il se remarie en juin 1935 à Maria "Zus" Wilhelmina Bloemers, une diplômée de botanique de l'université d'Utrech, de qui il aura 3 filles, Maria van Pelt, Maria Daniel, et Joanne Demers.
Il a été invité à une lecture à Harvard par Kenneth Thimann. Il a ensuite été nommé professeur adjoint de Thomas Hunt Morgan, au California Institut of Technology en 1937. Il sera promu professeur en 1940, devenant un membre de la "Dutch Mafia" avec d'autres hollandais comme Frits Warmolt Went.
Il a publié un article avec deux de ses confrères sur l'acide traumatique, une hormone présente dans les plantes qui a des propriétés cicatrisantes. Il était directeur du laboratoire de biologie du Caltech de 1965 à 1971.
Il meurt à Pasadena (États-Unis) d'un cancer des poumons.

## Travaux

### Lutte contre le smog et la pollution de l'air
En 1943, Los Angeles et toute la région du Sud de la Californie sont plongés dans le smog. la première hypothèse était que le smog était créé par une raffinerie de caoutchouc, récemment ouverte pour contribuer à l'effort de guerre (les Etats-Unis sont alors pleinement engagé dans la Seconde Guerre mondiale).
Alors occupé à essayer d'isoler la substance donnant aux ananas leur goûts, Haggen-Smit ne s'intéresse pas particulièrement à se sujet en premier lieu. Sa première impression était que le smog était causé par les nombreuses usines pétrochimiques qui étaient situées à proximité de la ville de Los Angeles.
Son aventure dans la recherche sur la pollution de l'air aurait pu s'arrêter là si ses travaux n'avaient pas été violemment critiqués, notamment par des membres du Stamford Institute of Technology, qui était principalement financé par l'industrie pétrolière. Sa réputation salit, il décida de redorer son blason en trouvant les vraies causes du smog. Il réussit finalement en 1952 à prouver que le smog provenait de la photolyse d'oxyde d'azote et de composés organiques volatiles, qui formait de l'ozone,.